# Arhiepiscopia Timișoarei
Arhiepiscopia Timișoarei, înființată în 7 noiembrie 1939, este o arhiepiscopie a Bisericii Ortodoxe Române, scaunul mitropolitan al Mitropoliei Banatului aflându-se în orașul Timișoara. 

## Istoric
A fost înființată ca episcopie prin decretul regal din 7 noiembrie 1939. Până la alegerea ierarhului titular eparhia a fost gestionată de episcopii Andrei Magieru al Aradului (1939-1940) și Nicolae Popoviciu al Oradiei (1940-1941). În 1941 a fost înscăunat episcopul Vasile Lăzărescu ca prim episcop al Timișoarei. În aprilie 1947 episcopia a fost ridicată la rangul de arhiepiscopie, iar în iulie același an a fost înființată Mitropolia Banatului, al cărei prim mitropolit, Vasile Lăzărescu, a fost instalat la 26 octombrie 1947. Acesta păstorește până la retragerea dictată de rațiuni politice survenită în anul 1961. Între 1962-2014 Arhiepiscopia Timișoarei a fost păstorită de Nicolae Corneanu. Din 2014 este condusă de Ioan Selejan.

## Protopopiate
Arhiepiscopia își are jurisdicția asupra teritoriului județului Timiș, care este împărțit în 273 de parohii organizate în 6 protopopiate:
- Timișoara I
- Timișoara II
- Lugoj
- Făget
- Deta
- Sânnicolau Mare

## Episcopi și arhiepiscopi ai Timișoarei
- Andrei Magieru (1939-1940)
- Nicolae Popoviciu (1940-1941)
- Vasile Lăzărescu (1941-1947)

Episcopia Timișoarei este ridicată la rang de Arhiepiscopie, și ulterior se înființează Mitropolia Banatului
- Vasile Lăzărescu (1947-1962)
- Nicolae Corneanu (1962-2014)
- Ioan Selejan (din 2014)